# Aconitum fischeri
Aconitum fischeri Rchb. es una especie fanerógama de la familia  Ranunculaceae. Es originaria nativo de Corea y de Siberia y cultivada en los jardines en las zonas templadas por sus flores vistosas. Crece también en las Montañas Rocosas en Norteamérica. 

## Descripción
Es una planta herbácea con caudex cónico. Tallo erecto o apical ligeramente curvado, alcanza un tamaño de 1 a 1,6 m de alto, simples o ramificados apicalmente, pubescente  o glabro, con  12 - 18 hojas  dispuestos a lo largo del tallo. Las hojas caulinarias proximales marchitas en la antesis, con pecíolo de 6.5 - 9 cm,  pubescentes, de  8 - 12 × 12 - 15 cm, el ápice acuminado; lóbulos laterales desiguales. Inflorescencia terminal con 4 a 6 de flores, axilares con 2 o 3 flores; raquis y pedicelos ligeramente pubescentes, o casi glabros; las brácteas con forma de hoja.  Sépalos de color azul violáceo, el envés glabro o casi; sépalos menores de 8 - 11 mm; sépalos laterales 1 a 2 cm, superior galeate sépalo de alto, 1,4 - 2,5 cm de alto, poco picuda, margen inferior 1,2 - 2 cm. Pétalos glabros. Los frutos en folículos de 1,4 cm, glabros. Semillas 2,5 mm. Fl. Agosto.

## Distribución y hábitat
Se encuentra en bosques, pastizales, laderas cubiertas de hierba, a una altitud de 400 a 800 m s. n. m., en Heilongjiang, Jilin en China y en Corea, Rusia (Extremo Oriente).

## Propiedades
Aunque tiene menor concentración del alcaloide aconitina que otras especies del género, no debe ser usado bajo ningún concepto como tratamiento casero por su extremada toxicidad.
Antiguamente se usaron sus raíces como anestésico, antiartrítico, diaforético, sedante y estimulante.

## Taxonomía
Aconitum fischeri, fue descrita  por Ludwig Reichenbach y publicado en Monogr. Acon. , pl. 22, en el año 1820.
Etimología
Ver:Aconitum
fischeri: epíteto otorgado en honor del botánico Friedrich Ernst Ludwig von Fischer.
Sinonimia
- Aconitum abbreviatum Langsd. ex DC.
- Aconitum autumnale Lindl.
- Aconitum lubanskyi Rchb.
- Aconitum lubarskyi var. fischeri (Rchb.) Luferov
- Aconitum napellus Thunb.
- Aconitum nasutum Hook.
- Aconitum sinense Siebold ex Lindl. & Paxton[4]

var. arcuatum (Maxim.) Regel
- Aconitum arcuatum Maxim.
- Aconitum fischeri f. pilocarpum S.H.Li & Y.H.Huang [5]